# Yomi
Yomi (黄泉?) o Yomi no kuni (黄泉の国?) è la parola giapponese per la terra dei morti (Mondo dell'Oscurità). Secondo la mitologia shintoista, come riferito nel Kojiki, è il luogo in cui vanno ad abitare i morti, apparentemente all'infinito. Una volta che si è mangiato nel cuore di Yomi è impossibile uscirne e tornare nella terra dei vivi. Yomi è comparabile con l'Ade od all'Inferno e più comunemente conosciuto come il luogo in cui si ritirò Izanami dopo la sua morte. Izanagi la seguì ed al suo ritorno si lavò, mentre si purificava nacquero Amaterasu, Susanoo e Tsukuyomi.

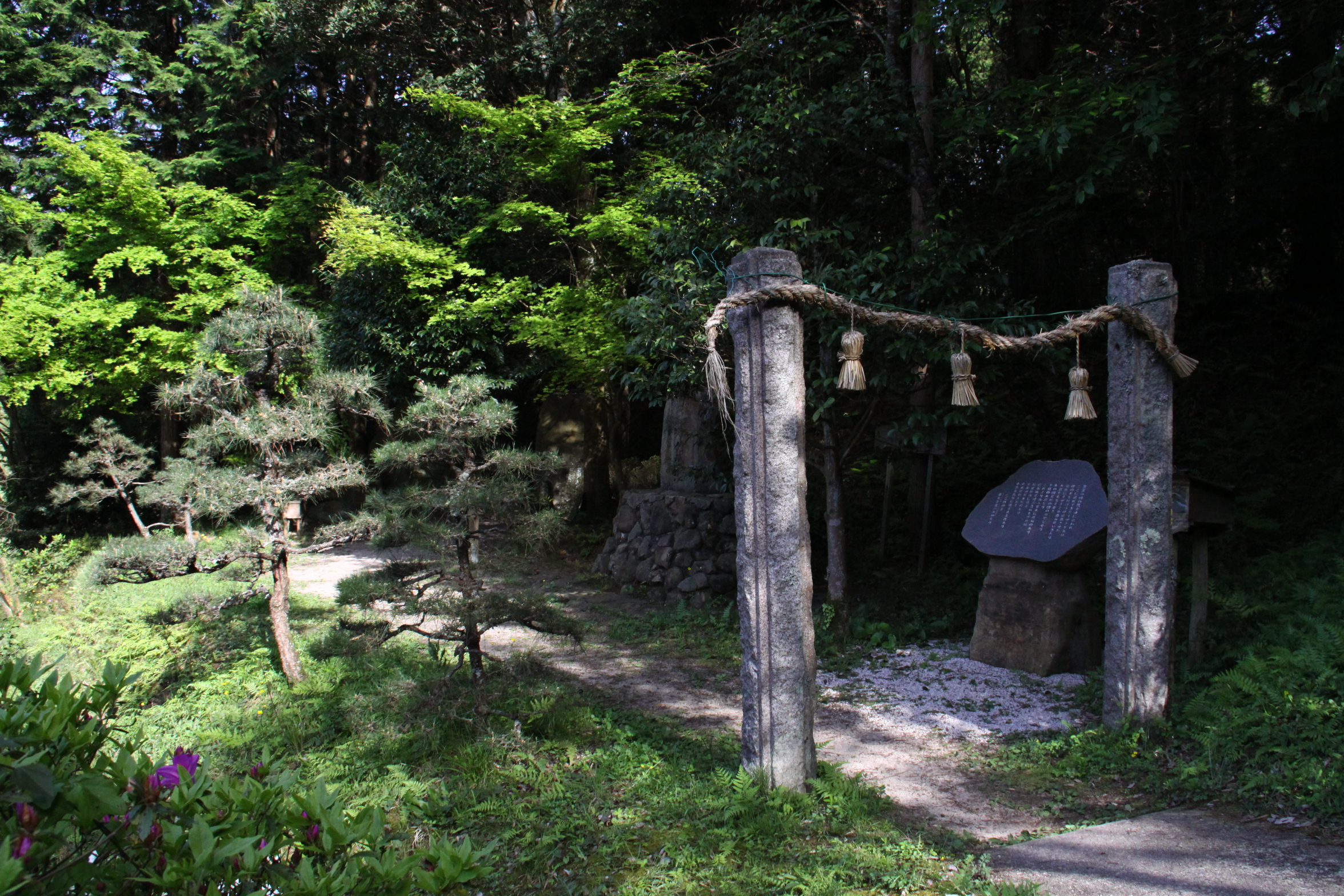
Yomotsu Hirasaka a Higashiizumo, Prefettura di Shimane.

Yomi ha una continuità geografica con il mondo dei vivi, non può essere immaginato come un paradiso a cui si aspira, né può essere descritto come un inferno in cui si soffrono punizioni per azioni passate; tutti i morti conducono un'esistenza cupa ed ombrosa indipendentemente dal comportamento nella loro vita passata. Molti studiosi ritengono che l'immagine di Yomi sia derivata da alcune antiche tombe giapponesi in cui i corpi erano lasciati per qualche tempo per la decomposizione.
I kanji che sono talvolta usati per scrivere Yomi in realtà si riferiscono al regno mitologico cinese dei morti chiamato Diyu (o HuángquánS, 黄泉P, lett. "Sorgenti Gialle"), che appare nei testi cinesi già nell'VIII secolo a.C.. Si crede che questo oscuro e vagamente definito regno si trovi sottoterra, ma non fu così fino all'avvento della Dinastia Han, perché si sviluppò in Cina un'articolata concezione di un mondo inferiore ed uno celeste superiore. Secondo la mitologia giapponese, Yomi è generalmente definito dai commentatori come sotterraneo e parte della triade di luoghi indicati dal Kojiki: Takamagahara (高天原? lett. "alta pianura celeste", situata nel cielo), Ashihara-no-Nakatsukuni (葦原の中つ国? lett. "paese centrale delle canne da pianura", situato sulla Terra), e Yomo-tsu-kuni (黄泉国?) o Yomi-no-Kuni (黄泉の国? lett. "terra di Yomi", situata sottoterra). Yomi è anche associato con il regno mitologico di Ne-no-Kuni (根の国? lett. "Terra della Radice/Terra dell'Origine"), anche conosciuto come Ne-no-Katasukuni (根の堅洲国? lett. "impresa/Terra d'origine del banco di pesci"); perciò alcuni studiosi credono che inizialmente quest'ultimo regno fosse stato concepito come sottomarino.
Yomi è governato da Izanami no Mikoto, la Yomotsu-Ōkami (黄泉大神?, Grande Divinità di Yomi). Secondo il Kojiki, l'entrata del Yomi si troverebbe nella provincia di Izumo e sarebbe stata definitivamente sigillata da Izanagi con un grande masso (Chibiki-no-Iwa 千引の岩) alla base del pendio che porta a Yomi (Yomotsu Hirasaka 黄泉平坂 o 黄泉比良坂). Al suo ritorno sull'Ashihara-no-Nakatsukuni, Izanagi notò che Yomi era una terra inquinata (kegareki kuni). Questa opinione riflette la tradizionale associazione scintoista tra la morte e l'inquinamento. Più tardi, anche il dio Susanoo riprese questa posizione.

## Usi cristiani
Alcuni testi cristiani giapponesi usano 黄泉 per riferirsi a ciò che è chiamato Inferno in lingua italiana. Per esempio:
そこで見ていると、見よ、青白い馬が出てきた。そして、それに乗っている者の名は「死」と言い、それに黄泉が従っていた
Dall'Apocalisse: Ed ecco, mi apparve un cavallo verdastro. Colui che lo cavalcava si chiamava Morte e gli veniva dietro l'Inferno.